# سلطان حسن بن سلطان محمد
سلطان حسن بن سلطان محمد (۹۰۹–۹۱۱ ق) وی مدت هجده ماه بر بیه پیش حکومت کرد. امیر حسام الدین، حاکم رشت، به هنگام قدرت رسیدن او شرایط را مناسب دید و از بستن پیمان صلح با او طفره رفت و با سپاه خود به سمت لاهیجان و رانکوه حمله برد و خرابی‌هایی به بار آورد؛ اما اهالی آن مناطق در برابر حملات آنان مقاومت کردند تا آنان مجبور به عقب‌نشینی شدند و به رشت بازگشتند. سلطان حسن، وفاداری خود را به اسماعیل میرزا، اعلام نمود و برای سرکوبی حاکم رشت از او درخواست کمک کرد. وی به فرمان اسماعیل میرزا، حکومت گرجیان را به سلطان هاشم سپرد.
در سال ۹۱۱ هجری، میرزا علی، حاکم عزل شده گیلان، برای به دست گرفت قدرت، بار دیگر تلاش خود را به کار بست و در حالی که نیروهای سلطان حسن به نواحی سرحدات بیه پیش رفته بودند و او نیرویی در رانکوه نداشت، میرزا علی با استفاده از فرصت پیش آمده، با نیروهایش بر او تاخت و او را به قتل رساند.
رسیدن خبر کشته شدن سلطان حسن به فرماندهانش، موجب شد تا آنان بدون درنگ بر میرزا علی حمله برده، او را کشتند. سدید که مشاور میرزا علی در کارها بود و به اتهام سرنگونی او به زندانی داد. آنان از او طلب بخشش کرده، او را به قرآن سوگند دادند تا کاری با آنان نداشته باشد. وی، سپس همراه آنان به اردوی شاه اسماعیل آمد و احمدخان را از قتل میرزا علی آگاه کرد و رسیدن او را به حکومت، تبریک گفت.